# Marokko ved sommer-OL 2020
Marokko deltog under Sommer-OL 2020 i Tokyo som blev afviklet i perioden 23. juli til 8. august 2021.

## Medaljer
| 2020 Tokyo | Guld | Sølv | Bronze | Total |
| Marokko    | 1    | 0    | 0      | 1     |

### Medaljevinderne
| Marokko under sommer-OL 2020 i Tokyo | Marokko under sommer-OL 2020 i Tokyo | Marokko under sommer-OL 2020 i Tokyo | Marokko under sommer-OL 2020 i Tokyo | Marokko under sommer-OL 2020 i Tokyo |
| Medalje                              | Navn                                 | Sport                                | Event                                | Dato                                 |
| ------------------------------------ | ------------------------------------ | ------------------------------------ | ------------------------------------ | ------------------------------------ |
| Guld                                 | Soufiane El Bakkali                  | Atletik                              | 3000 meter forhindringsløb           | 2. august                            |